# Sokołowsko
Sokołowsko (niem. Görbersdorf) – wieś w Polsce położona w województwie dolnośląskim, w powiecie wałbrzyskim, w gminie Mieroszów, w Górach Suchych w Sudetach Środkowych. Według Narodowego Spisu Powszechnego (2011-03) liczyło 944 mieszkańców i jest największą wsią gminy Mieroszów.
W latach 1975–1998 miejscowość administracyjnie należała do województwa wałbrzyskiego.

## Nazwa
Sokołowsko swoją nazwę zawdzięcza profesorowi Wolnej Wszechnicy Polskiej dr. Alfredowi Sokołowskiemu, który przyczynił się do rozwoju uzdrowiska, prowadząc tu w latach 1874–1880 badania nad klimatycznym leczeniem chorób płucnych.

## Położenie geograficzne i klimat
Największa wieś położona w Górach Suchych (Sudety Środkowe) w Kotlinie Sokołowskiej na wysokości 540–590 m n.p.m., w dolinach potoku Sokołowca i Bednarskiego Potoku. Sokołowsko otaczają: od północnego zachodu Stożek Mały (zwany też przez miejscowych „Bocianią Małą”, „Bocianką”) 750 m n.p.m., od północnego wschodu masyw Bukowca 898 m n.p.m., od południowego zachodu Garbatka 797 m n.p.m., od południa i południowego wschodu Włostowa 903 m n.p.m. oraz od wschodu Suchawa 928 m n.p.m.
W Sokołowsku występują dwa poziomy klimatyczne o silnym zróżnicowaniu: poziom dna dolinnego (sanatoria) i poziom południowego stoku (od 600 do 620 m n.p.m.). Dno doliny charakteryzuje się zacisznością – prędkości wiatrów są tu minimalne. Na stokach wiatr znacznie przyspiesza. Wiatry z kierunków wschodnich są bardzo rzadkie. Sokołowsko jest najzimniejszą miejscowością tej części Gór Suchych. Występuje tu stosunkowo długa zima i krótkie lato, a także obfite opady deszczu, z których 61% spada latem, z maksimum w lipcu.

## Historia
Trudno dzisiaj określić dokładną datę powstania osady. Była to wieś związana z zamkiem Radosno. Pierwsza wzmianka o Görbersdorffie pojawiła się w 1357 r., jako o istniejącej wsi założonej najprawdopodobniej przez benedyktynów z Broumova. Do końca XV w. miejscowość miała kilku właścicieli. W 1509 r. ówczesny Görbersdorf wraz z południową częścią księstwa świdnickiego nabył hr. von Hochberg, który założył rodową siedzibę w Książu. Do połowy XIX w. miejscowość nie różniła się niczym od innych wsi w dobrach Hochbergów. Zmiana w jej losach nastąpiła w 1849, kiedy na wypoczynek przybyła tu Marianna von Colomb (1808–1868). Zachwycona lokalnym krajobrazem nabyła działkę i otworzyła zakład hydroterapeutyczny leczący metodą Vinceza Priessnitza. Kiedy popadła w długi w 1854, uzdrowisko przejął jej szwagier dr Hermann Brehmer.
W 1855 we wsi zostało uruchomione pierwsze na świecie specjalistyczne sanatorium dla osób chorych na gruźlicę, w którym zastosowano nowatorską metodę leczenia klimatyczno-dietetycznego. Na jego wzór został stworzony później, w 1868 roku, ośrodek leczenia gruźlicy w Davos. W późniejszym czasie Görbersdorf zyskał miano „śląskiego Davos”, choć to Davos powinno nazywać się „szwajcarskim Görbersdorfem (Sokołowskiem)”. Bliskim współpracownikiem Brehmera stał się Alfred Sokołowski. Uzdrowisko nie należało do tanich, lecz było dobrze zagospodarowane. Już przed rokiem 1888 posiadało pocztę i połączenia telefoniczne.
W 1887 przebywało tu 730 kuracjuszy. Pobyt Tytusa Chałubińskiego zaowocował pośrednio jego zainteresowaniem Zakopanem, gdyż rozpoczął poszukiwania okolicy zbliżonej do tego uzdrowiska, dla zorganizowania w Polsce takiego samego ośrodka leczenia gruźlicy. 22 października 1911 zmarł w sanatorium w wieku lat 25 węgierski historyk sztuki Leó Popper, przyjaciel Györgya Lukácsa. W latach 30. XX wieku zbudowano nieopodal 60-metrową skocznię narciarską.
Po kapitulacji Niemiec – 8 maja 1945 – wieś została zajęta przez wojska radzieckie, a wkrótce przekazana władzom polskim. Ludność niemieckojęzyczna została wysiedlona do Niemiec, zaś na jej miejsce przybyli polscy przesiedleńcy. W 1946 miejscowość nazwano Sokołowskiem dla uczczenia zasług dr. Alfreda Sokołowskiego.
Po II wojnie światowej pozostało tutaj uzdrowisko o profilu przeciwgruźliczym. Pod naciskiem Stanisława Domina zmieniono profil leczenia w kierunku leczenia chorób dróg oddechowych.
W latach 70. XX w. miejscowość zaczęto przekształcać w ośrodek sportów zimowych na potrzeby wałbrzyskich klubów sportowych, docelowo miał powstać Wojewódzki Ośrodek Sportów Zimowych. Jednak z braku środków finansowych nie wszystko udało się zrealizować. Powstały trasy biegowe (w tym nartorolkowa), które włączono do Biegu Gwarków.
Po II wojnie światowej status wsi Sokołowsko uzyskało dopiero na początku XXI wieku.
W młodości mieszkał tu reżyser filmowy Krzysztof Kieślowski. We wsi przypominają o tym fakcie dwie tablice pamiątkowe, w tym na domu, w którym mieszkał. W Sokołowsku, od 2011 roku, odbywa się cykliczny festiwal filmowy – „Hommage à Kieślowski”, poświęcony twórczości i osobie reżysera. Organizatorem Festiwalu jest «Fundacja Sztuki Współczesnej – In Situ».
W Sokołowsku urodził się także Jerzy Baczyński, redaktor naczelny tygodnika „Polityka”.
W 2007 dawne Sanatorium Brehmera zmieniło właściciela. Od tego czasu «Fundacja Sztuki Współczesnej – In Situ» odbudowuje, spalony w 2005 obiekt, tworząc w tym miejscu Międzynarodowe Laboratorium Kultury wraz z Archiwum Twórczości Krzysztofa Kieślowskiego.
Sanatoria Dolnośląskie Sp. z o.o. przeprowadziły remont zabytkowego szpitala „Biały Orzeł”. Kosztem 4,5 mln zł budynek został przystosowany do prowadzenia opieki długoterminowej i rehabilitacji. Inwestycja w modernizację „Białego Orła” jest częścią planów gminy Mieroszów, mających na celu odzyskanie przez Sokołowsko statusu uzdrowiska. Obecnie (2022) działa tu Dolnośląski Ośrodek Opieki Międzypokoleniowej „Biały Orzeł”.
W Sokołowsku ma miejsce akcja książki Olgi Tokarczuk – Empuzjon.

## Zabytki
Do wojewódzkiego rejestru zabytków wpisane są:
- historyczne założenie urbanistyczne, z 1854 r.
- cerkiew prawosławna pw. św. Michała Archanioła, ul. Unisławska 8, z początku XX w., siedziba niewielkiej miejscowej parafii
- zespół dawnego Sanatorium dr Brehmera, z drugiej połowy XIX w.:
  - sanatorium, spalone w 2005 r.
  - park
- dom, z 1800 r., ul. Główna 1

inne zabytki:
- dawny kościół ewangelicki, obecnie katolicki pw. Matki Bożej Królowej Świata
- drewniana zabudowa ulicy Głównej[13]
- podwórze najstarszego domu we wsi z ciekawym wykuszem, przy ul. Głównej 8
- Zameczek Friedenstein (Friedensburg, Pawilon Zameczek) wybudowany w drugiej połowie XIX i XX w. Punkt widokowy[14] na stoku Włostowej (903 m n.p.m.) na Góry Suche oraz schronieniem dla wędrujących pacjentów sanatorium. Wybudowany w stylu neogotyckim z podłużnymi oknami, zaokrąglonym wejściem i okrągłymi świetlikami. Powstał na zlecenie dra Theodora Römplera, lekarza pulmonologa z sanatorium Biały Orzeł przy obecnej ul. Słonecznej[15].
- cmentarz rodziny dr. Theodora Römplera (1845-1902), propagatora rozwoju uzdrowiska, gdzie oprócz doktora pochowani są: jego żona Elsa Römpler z domu Pollack (1845-1899), pastor Rudolf Römpler (1884-1919), Paul von Rössing (1873-1877)[16], jego ojciec major baron von Rössing, pacjent Brehmera[17], w 1872 powyżej jego zakładu leczniczego zbudował willę w stylu szwajcarskim (nieistniejącą). Natomiast powyżej willi, na terenie ofiarowanym przez dr. Theodora Römplera, zbudowano kościół protestancki (obecnie  MB Królowej Świata)[18][19].

## Wspólnoty wyznaniowe
Na terenie wsi działalność religijną prowadzą następujące Kościoły i związki wyznaniowe:
- Kościół rzymskokatolicki:
  - parafia Matki Bożej Królowej Świata w Sokołowsku
- Polski Autokefaliczny Kościół Prawosławny:
  - parafia św. Michała Archanioła w Sokołowsku.

## Kultura i turystyka
- Kino Teatr Zdrowie, ul. Główna 36
- Festiwal Sztuki Efemerycznej Konteksty: 25–29 lipca
- Sokołowsko Festiwal Filmowy Hommage a Kieślowski: wrzesień
- Festiwal Muzyczny „Sanatorium dźwięku”: 8–10 sierpnia
- źródełko leśne
- galeria: ul. Słoneczna 2
- Bieg Gwarków, odbywający się tu co roku, w 2006 r. przeniesiony w okolice schroniska Andrzejówka na Przełęcz Trzech Dolin

## Szlaki turystyczne
- czerwony: Główny Szlak Sudecki – przełęcz Trzech Dolin – Sokołowsko – Lesista Wielka – Grzędy
- żółty: Przełęcz Trzech Dolin – Sokołowsko – Stożek Wielki – Unisław Śląski
- zielony: przełęcz Trzech Dolin – Sokołowsko – Unisław Śląski
- niebieski: przełęcz Trzech Dolin – Sokołowsko – Mieroszów
- czarny: szlak dojściowy do szlaku  granicznego[20]